# Tante Jutta aus Kalkutta (film 1953)
Tante Jutta aus Kalkutta è un film del 1953 diretto da Karl Georg Külb. La sceneggiatura si basa sull'omonima commedia di Max Reimann e Otto Schwartz.

## Produzione
Il film fu prodotto dall'Ariston-Film GmbH (München-Geiselgasteig).

## Distribuzione
Distribuito dalla Neue Filmverleih, uscì nelle sale cinematografiche della Germania Federale il 24 luglio 1953. Nel dicembre dello stesso anno, l'Union Film lo distribuì in Austria. Negli USA, fu presentato dalla Casino Film Exchange in versione originale senza sottotitoli.